# اینای-لو-وییل
اینای-لو-وییل (به فرانسوی: Ainay-le-Vieil) یک کمون در فرانسه است که در Canton of Saulzais-le-Potier واقع شده‌است.

## خصوصیات
اینای-لو-وییل ۱۴٫۰۰ کیلومترمربع مساحت و ۲۱۲ نفر جمعیت دارد و ۱۶۷ متر بالاتر از سطح دریا واقع شده‌است.